# Carduus asturicus
Carduus asturicus là một loài thực vật có hoa trong họ Cúc. Loài này được Franco mô tả khoa học đầu tiên năm 1975.